# Тучемпи (Великопольське воєводство)
Тучемпи (пол. Tuczępy, нім. Tutschempe) — село в Польщі, у гміні Мендзихуд Мендзиходського повіту Великопольського воєводства.
Населення — 185 осіб (2011).
У 1975-1998 роках село належало до Гожовського воєводства.

## Демографія
Демографічна структура станом на 31 березня 2011 року:
|          | Загалом | Допрацездатний вік | Працездатний вік | Постпрацездатний вік |
| -------- | ------- | ------------------ | ---------------- | -------------------- |
| Чоловіки | 97      | 21                 | 68               | 8                    |
| Жінки    | 88      | 10                 | 56               | 22                   |
| Разом    | 185     | 31                 | 124              | 30                   |